# ميكيل ماك
ميكيل ماك (بالدنماركية: Mikkel Mac)‏ هو سائق سباق دنماركي، ولد في 18 ديسمبر 1992 في Nykøbing Falster ‏ في الدنمارك.

## وصلات خارجية
- ميكيل ماك على موقع DriverDB.com (الإنجليزية)

- الموقع الرسمي